# Bruno Belin (football)
Pour les articles homonymes, voir Bruno Belin et Belin.
Bruno Belin (né le 16 janvier 1929 à Zagreb dans le royaume de Yougoslavie et mort le 20 octobre 1962 à Belgrade en ex-Yougoslavie) est un joueur de football international yougoslave (d'origine croate).

## Biographie
Il ne connaît qu'un seul club de sa carrière, le géant de la capitale yougoslave, le FK Partizan Belgrade.
Du côté de la sélection, il évolue avec l'équipe de Yougoslavie pendant sept saisons de 1952 à 1959, jouant 25 matchs. Il dispute la Coupe du monde 1954 en Suisse.